# Чорномаз Анатолій Володимирович
Анатолій Володимирович Чорнома́з (22 липня 1937, Чернігівська область) — український профспілковий діяч, залізничник, перший керівник Профспілки залізничників і транспортних будівельників України.
З 1 січня 1970 обраний відповідальним секретарем, а з 14 грудня 1974 — головою дорпрофсожу Донецької залізниці.
У 1990—1991 очолював роботу з організації всеукраїнської залізничної галузевої профспілки. На Установчому з'їзді (січень 1992 р.) і на II з'їзді (жовтень 1996 р.) профспілки залізничників і транспортних будівельників України обирався головою Ради профспілки,
З квітня 2001 р. по серпень 2005 р. працював радником Ради галузевої профспілки.